# 吳卓昕
吳卓昕（英文：Apple Ng Cheuk Yan；1988年12月2日—），畢業於香港演藝學院戲劇學院，在學其間成績優異，每年均獲獎學金，當中曾獲得賽馬會獎學金和香港上海匯豐銀行獎學金，因而獲派到北京及上海作交流。

## 生平
吳卓昕被籲為香港年輕實力派女演員，從舞台劇、電視劇到電影，在不同的媒體所飾演過的角色甚廣，由鬼馬搞笑的少女𡃁模、邊緣帶毒的女同性戀者、風趣幽默的求愛剩女、變態古板的老處女、以至半身癱瘓的腦中風病人，所有的演出均獲一致好評。吳卓昕亦是一位多元化的演藝人，演得、唱得、跳得、打得；她曾爲南方衞視《家大歡喜2 — 愛の幸福》唱插曲，懂得彈奏樂器如結他和爵士鼓；舞蹈方面，習舞十二年，熟識舞蹈如Hip-pop、 爵士舞和音樂劇舞；至於武打方面，她自小學習功夫，現爲跆拳道紅黑帶和泰拳拳手。

### 電影
- 2013年 大板電影節參展電影《Fly Me to Minami～恋するミナミ》飾演 Kiki，シェリーン・ウォン、ぺク・ソルア、小橋賢児、竹財輝之助、藤真美穂、石村友見主演，リム・カーワイ執導

### 電視劇
- 2012年     香港電台RTHK劇集《毒海浮生-開心share十七歲》飾演阿臣
- 2012年     香港電台RTHK劇集《沒有牆的世界-愛飛翔》飾演Stephanie
- 2011-12年  南方衛視台TVS1劇集《家大歡喜2-愛@幸福》飾演米蘭
- 2010年     亞視電視劇《法網群英》飾演鄺家齊 Sandy

### 舞台劇
- 2012年 春天舞台製作《兩個盛女一個墟》飾演Olive
- 2012年 61制作《愛可以多狗》
- 2012年 焦媛實驗劇團《陰道獨白》
- 2012年 焦媛實驗劇團制作《筷子姊妹》飾演Sandy
- 2011年 PIP劇場《潮性辦公室4》飾演Samantha, Toby C
- 2011年 61制作火火黑色有魔劇場映画《戀love love -- Director's cut》飾演普欣
- 2011年 焦媛實驗劇團制作《女上男下》飾演Maria
- 2011年 一團和氣制作《愛情戀錯線》飾演湯寶盈
- 2011年 制作《戀love love》飾演普欣
- 2010年 曹禺戲劇節黑犬劇團制作《女活祭》飾演曾瑞貞
- 2010年 Theater Noir制作《動物農莊》飾演狗
- 2010年 斷片劇場製作《第十二夜》(重演) 飾演  維奧娜 Viola
- 2010年 澳門友人創作(藝術)劇團製作《偷上你的床》飾演 碧芝
- 2009年 斷片劇場製作《第十二夜》飾演  維奧娜 Viola
- 2009年 國際綜藝合家歡 《只有香如故》重演
- 2008年 斷片劇場製作"夏日瘋暈"《自由的繁絲》飾演 繁絲

### 廣告
- 2013年 網絡廣告瑞士咖啡室
- 2013年 許廷鏗《魂遊太虛》(劇場版)

### 其他演出及創作
- 2022年至今年 任沙田培英中學戲劇老師
- 2012年 	任唱南方衞視劇集 《家大歡喜2 — 愛の幸福》插曲"把愛hold住"
- 2009年	東華三院《壯志驕陽》小丑表演
- 2009年	斷片劇場製作《第十二夜》作曲及填詞
- 2009年	香港演藝學院戲劇學院 T-shirt設計
- 2008年	斷片劇場”夏日瘋暈”海報設計
- 2008年	香港演藝學院戲劇學院班外套設計
- 2008年	唱片《心只想你》 這生多美好主唱
- 2007年	唱片《恩翼展開》等主唱
- 2007年	曾任Morethandance戲劇老師
- 2007年	曾任Morethandance舞蹈老師
- 2007年	全球禱告日大會和唱
- 2007年	貞潔校園開學禮大會司儀
- 2006年至今年 任 Miu's Theatre & Dance 戲劇老師
- 2005年	香港演藝學院戲劇學院班T-shirt設計
- 2005年	唱片《Love Never Dies》封套設計

## 外部連結
- 吳卓昕 Facebook
- 吳卓昕 新浪微博